# Rafael Lascalea
Rafael Lascalea (2 de septiembre de 1891) fue un político del Partido Justicialista, militar y diplomático argentino. Alcanzó la jerarquía de Coronel en el Ejército Argentino.

## Biografía
Rafael Lascalea fue cadete en la Escuela de Suboficiales "Sargento Cabral", con sede en Campo de Mayo. En mayo de 1938 fue designado al mando al 2.º Regimiento de Infantería en Buenos Aires. El 21 de octubre de 1943 Pedro Pablo Ramírez creó la oficina de Informaciones y Prensa, bajo órbita del Ministerio del Interior. Estableció postas sanitarias y comisarías en Caleta Olivia, Puerto Deseado, Pico Truncado, Gobernador Moyano, Bahía Laura, El Calafate, Coyle, San José y Río Turbio. A su vez estableció 17 puestos militares para proteger la frontera con Chile y el Canal de Beagle de las pretensiones territoriales de Chile. Se buscó el desarrollo del  gran litoral marítimo santa cruceño, a través de la acción decidida del Estado se fomentó la explotación
ovino extensiva dirigida a mercados externos; la extracción de gas, petróleo y carbón; y la pesca de alta mar, duplicándose la flota pesquera provincial en tres años y estableciéndose las primeras fábricas de harina de pescado. Implemento un régimen de colonización  territorial ofreciendo a los pobladores facilidades para el acceso a la tierra con un criterio social distributivo. Se fundaron pueblos y puertos por donde canalizar los productos que iban a Europa, frigoríficos, almacenes, bancos, y toda otra infraestructura de apoyo a la actividad
ganadera ovina y pesquera. Se produjo un aumento de la cantidad de cabezas de ganado ovino pasando de 1.03 millones de cabezas en 1945  a 2.9 en 1950 y la fundación de cinco frigoríficos de ovinos en la provincia. Se nacionalizó la estancia Cañadón Rancho  y La Estancia Anita en 1947, célebre ya que allí fue donde el 7 de diciembre de 1921, durante una huelga  fueron fusilados cientos de los peones rurales por grupos estancieros y el ejército encabezados por los Menéndez Beherty y el Coronel Héctor Benigno Varela se alentó la población de la costa de la provincia y se comenzó a explorar la zona andina, con perspectivas reales de ponerla en producción ganadera. Se llevó adelante la creación de un sistema impositivo propio en miras de la futura provincialización del Territorio Nacional, buscando la autonomía y autosustentabilidad presupuestaria, los recursos propios pasaron del 15 por ciento del presupuesto en 1946 al 73 por ciento en 1949 y 85 por ciento un año después, basado principalmente en una escala progresiva recostada sobre grandes estancias provinciales, siendo exceptuados de impuestos los pequeños productores lanares, los comercios y las industrias del pescado. La redistribución de tierras mediante la expropiación de grandes estancias, la incorporación de nuevas tierras productivas y el fomento rural permitieron la llegada de 3947 nuevos productores rurales en una población provincial de menos de 52.000 personas. Junto con un
cambio radical en la distribución de la tierra, mientras el promedio de 1903/1945 siete familias poseían el 75 por ciento de las tierras productivas de la provincia: Los Braun- Menéndez, los Costa, los Correa Falcón, Duhau, Douglas, Varela. Mientras que el 83 por ciento de los productores poseían menos del 7 por ciento de las tierras. En el promedio 1947/1955 las tierras a manos de las principales 7 familias había caído al 23 por ciento, mientras que las 3/4 partes de los productores ya poseían la mitad de las tierras  productivas y el Estado provincial un cuarto de las mismas. En pocos años se produjo un incremento significativo de la cantidad de establecimientos agropecuarios incrementándose en un 355%. Se fomentó la llegada de inmigrantes vascos, chilenos del Magallanes y judíos que huían de Europa para paliar la falta de mano de obra necesaria para el auge lanar en el interior provincial, mientras que los inmigrantes españoles y galeses se asentarían en las ciudades costeras dedicándose principalmente a la pesca.
Entre 1945 y junio de 1946, Rafael Lascalea fue designado Subsecretario de Informaciones y Prensa. Con la llegada de Juan Perón a la presidencia, el 18 de octubre de 1946 fue designado como Gobernador de Santa Cruz. Durante su gestión, el 22 de diciembre de 1946 se creó la Comisión de Fomento de Lago Argentino.
Durante su mandato se construyeron las jefatura de Policía en Río Gallegos, Puerto Deseado y Puerto San Julían. Durante su breve gobierno de crearon un  central de radio, y se doto a cada ciudad de la provincia de una biblioteca y un edificio de correos. También creó hospitales en Los Antiguos, Caleta Olivia y duplicó la capacidad del hospital de Puerto San Julián. Extendió el alcantarillado sobre Río Gallegos y la pavimentación de las calles principales. Dio un fuerte apoyo a medidas que beneficiaran a la población local como la ampliación de la matrícula de la educación pública, cesión a los pobladores de las tierras fiscales que habitaban, fomento a la actividad lanar, etc. Doto de electricidad a las principales ciudades y poblados de la provincia entre ellos Río Gallegos, Puerto Deseado y Puerto San Julían
El Presidente Juan Domingo Perón lo designó en 1951 Embajador en la India, donde se mantuvo hasta el derrocamiento de Perón.